# Supersize

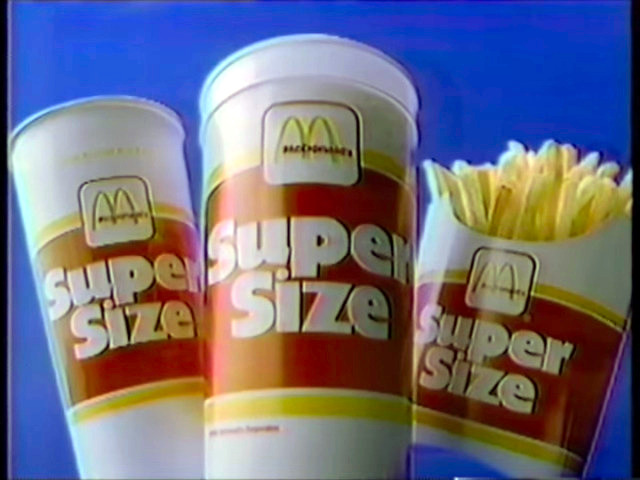
McDonald's "Super Size" produkter

Supersize betyder "större än genomsnittet eller standardstorlekar".

## Historia
I USA introducerade McDonald's supersized alternativet sommaren 1987. Frasen användes av McDonalds restauranger för att sälja sina pommes frites och läsk i en extra stor storlek.
År 1988 när filmen Vem satte dit Roger Rabbit lanserades valde McDonald's att göra en "super-size"-kampanj, designad för att tilltala tonåringar och unga vuxna, samma som filmens målgrupp. Detsamma gällde för Jurassic Park från 1993, då McDonald's introducerade drycker och hamburgaralternativ i Dinosauriestorlek.

## Kritik
Sex veckor efter premiären av Morgan Spurlocks mycket kritiska dokumentärfilm Super Size Me, tillkännagav McDonald's en plan för att fasa ut alternativet Supersize, med hänvisning till behovet av att förenkla menyn och att erbjuda ett hälsosammare matval.
McDonald’s avisade helt att filmen skulle varit avgörande för deras beslut. 